# Qianhai Horoy Tower
La Qianhai Horoy Tower est un gratte-ciel en construction à Shenzhen en Chine. Il s'élèvera à 325 mètres. 